# Miguel M. Delgado
(Nume spaniole: primul, numele de familie al tatălui: Melitón Delgado , al doilea, numele de familie al mamei: Pardavé
) 
Miguel Melitón Delgado Pardavé (n. 17 mai 1905, Ciudad de México, Mexic – d. 2 ianuarie 1994, Ciudad de México, Mexic) a fost un actor, scenarist și regizor de film mexican. A fost primul fiu al actriței María Tereza Montoya și al actorului de cinema Joaquín Pardavé. A fost unul dintre cei mai prolifici regizori și scenariști mexicani realizând 139 de filme între 1941 și 1990. Dintre acestea un număr de 33 filme au fost cu actorul Cantinflas.

## Filmografie selectivă

### Regizor
Din cele peste o sută de filme regizate de Miguel M. Delgado, s-au selectat doar câteva, printre care și cele care au rulat în România.
- 1941 El gendarme desconocido
- 1942 Los tres mosqueteros
- 1943 Doña Bárbara
- 1943 Gran Hotel
- 1944 El secreto de la solterona
- 1944 Michael Strogoff
- 1945 Un día con el diablo
- 1946 Soy un prófugo
- 1947 El supersabio
- 1947 ¡A volar joven!
- 1948 The Genius
- 1949 El mago
- 1952 Pompierul atomic (El bombero atómico)
- 1952 El señor fotógrafo
- 1953 Your Memory and Me
- 1954 Caballero a la medida
- 1954 Abajo el telón
- 1955 Las Viudas del Cha Cha Cha
- 1957 Cielito Lindo (¡Cielito lindo!)
- 1956 El bolero de Raquel
- 1963 Agente XU 777
- 1964 El padrecito
- 1968 Por mis pistolas
- 1969 Como perros y gatos
- 1971 El profe
- 1973 Conserje en condominio
- 1975 El ministro y yo
- 1975 Bellas de noche
- 1978 El patrullero 777
- 1981 El barrendero

### Scenarist
- 1941 El gendarme desconocido (scenariu)
- 1943 El circo (text)
- 1944 Gran Hotel (text)
- 1946 Las colegialas (scenariu)
- 1946 Soy un prófugo (text)
- 1947 ¡A volar joven! (scenariu)
- 1947 Fantasía ranchera (text)
- 1952 El bombero atómico (text)
- 1953 El señor fotógrafo (scenariu)
- 1953 Los solterones (scenariu)
- 1954 Caballero a la medida (scenariu)
- 1954 La gitana blanca (text)
- 1954 Cantando nace el amor (scenariu)
- 1955 Las viudas del cha-cha-cha (scenariu)
- 1955 La fuerza del deseo (adaptare)
- 1955 Estafa de amor (scenariu)
- 1955 Pecado mortal (scenariu)
- 1955 Al diablo las mujeres (scenariu)
- 1956 No me platiques más (scenariu)
- 1956 El fantasma de la casa roja (scenariu)
- 1956 La doncella de piedra (scenariu)
- 1957 El bolero de Raquel (scenariu)
- 1957 Camino del mal (scenariu)
- 1957 Asesinos de la noche (scenariu)
- 1957 Grítenme piedras del campo (scenariu)
- 1958 Carabina 30-30 (scenariu)
- 1958 Horas de agonía (scenariu)
- 1959 Sábado negro (adaptare)
- 1959 Sube y baja (adaptare și scenariu)
- 1960 De tal palo tal astilla (scenariu)
- 1960 Los pistolocos (text)
- 1961 El analfabeto (text)
- 1962 Vuelven los cinco halcones (scenariu)
- 1962 El extra (scenariu)
- 1962 Los cinco halcones (scenariu)
- 1963 Agente XU 777 (text)
- 1964 El padrecito (adaptare și scenariu)
- 1965 El señor doctor (scenariu)
- 1983 Las vedettes (text)

### Actor
- 1933 El tigre de Yautepec
- 1934 Enemigos
- 1934 El compadre Mendoza
- 1934 ¿Quién mató a Eva?
- 1936 ¡Vámonos con Pancho Villa! (neacreditat)

### Regizor secund
- 1934 Enemigos
- 1934 La sangre manda
- 1934 Juárez y Maximiliano
- 1934 Corazón bandolero
- 1936 ¡Vámonos con Pancho Villa!
- 1937 Nostradamus
- 1937 Las mujeres mandan
- 1937 Bajo el cielo de México
- 1938 La zandunga
- 1938 Refugiados en Madrid
- 1938 Mientras México duerme
- 1939 La casa del ogro
- 1940 ¡Que viene mi marido!
- 1941 El rápido de las 9.15

### Diverse
- 1941 Ni sangre, ni arena (asistent de regizor)
- 1948 Tarzan and the Mermaids (regizor asociat)

## Legături externe
- Miguel M. Delgado la Internet Movie Database